# Dan Tanasă
Dan Tanasă (n. 10 martie 1981, Sfântu Gheorghe, România) este un politician și jurnalist român, ales în 2020 deputat din partea partidului Alianța pentru Unirea Românilor (AUR).

## Activitate profesională
În 2015 acesta a primit prin realizatorul Mihai Gâdea într-o ediție a emisiunii Sinteza zilei de la Antena 3 „Premiul Libertatea Presei pentru Curaj” din partea Fundației „Dan Voiculescu”, în valoare de peste 10 000 de euro.
Jurnaliștii de la G4media au relatat apropierea lui Tanasă, atunci practicând meseria de blogger, cu Partidul Social Democrat (PSD), colaborare care a fost întreruptă în noiembrie 2016 când blogger-ul a intrat în conflict cu Codrin Ștefănescu, fost secretar general al partidului care declarase într-o emisiune la Antena 3 că s-a „cam săturat de un astfel de personaj” și că „l-am sprijinit până la un punct pe Dan Tanasă. Până mai ieri voia să fie pe listele PSD la alegeri, iar acum, brusc, este fan Marian Munteanu, iar PSD este rău”.
Acesta și-a construit imaginea publică pe retorica antimaghiară. Potrivit Transylvanian Monitor al Consiliului Național al Maghiarilor din Transilvania, acesta a devenit cunoscut pentru propagarea antimaghiarismului atât pe cale juridică prin inițierea unor multiple procese în instanță împotriva folosirii limbii și simbolurilor maghiarilor din România, cât și pe cale comunicațională. Tanasă a câștigat, în nume personal și prin Asociația Civică pentru Demnitate în Europa (ADEC) deținută de acesta, procese pentru înlăturarea de pe sediile instituțiilor publice ale unor inscripții tradiționale maghiare, deși a căror echivalent în limba română nu există, și a unor steaguri secuiești.
Lóránt Vincze (FUEN) a tras atenția asupra existenței și acceptării inscripției bilingve „Primăria-Rathaus” pe fațada clădirii administrative din Ghimbav, unde populația germană, în prezent aflată într-un procent de 1%, a întemeiat localitatea iar autoritățile române iau în considerare existența acestora. Vincze și-a exprimat dezacordul cu privire la dublul standard practicat de statul român cu comunitatea maghiară din România.
În urma altui proces drapelul maghiar, secuiesc și cel al județului, reprezentând simbolurile naționale, regionale și locale a identității maghiare, au fost îndepărtate din sala de ședință a Consiliului Județean Covasna, în timp ce restul drapelelor altor state ca Statele Unite ale Americii și Israel au fost lăsate, potrivit președintelui Consiliului Județean Covasna, Sándor Tamás. Pe de altă parte, alte regiuni istorice precum Bucovina și Moldova nu au opreliști în folosirea drapelelor proprii, deși sunt aplicabile aceleași legi.
Asociația pentru Protecția Drepturilor Minoritare „Mikó Imre” a reiterat faptul că în țară se practică dublul standard în ceea de privește comunitatea maghiară.
În iunie 2019 acesta a fost implicat în cadrul violențelor din Valea Uzului, unde a încercat să declanșeze un conflict interetnic româno-maghiar alături de George Simion, Noua Dreaptă și Frăția Ortodoxă „Sf. Mare Mucenic Gheorghe purtătorul de Biruință”, prezentându-se public ca jurnalist și activist civic. Până la alegerea ca deputat a avut un salariu de circa 650 lei pe lună, mai mult de un an.

## Carieră politică

### Legislatura I (2020–2024)
În urma alegerilor parlamentare din 2020 pe 6 decembrie, Tanasă a fost ales membru al Camerei Deputaților de județul Mureș din partea partidului Alianța pentru Unirea Românilor (AUR). Deține funcția de președinte al Comisiei pentru egalitate de șanse pentru femei și bărbați din Camera Deputaților. A fost apreciat de publicația Sputnik pentru activitatea de la Valea Uzului și tot după publicație ar fi „un blogger român care apără, în articolele sale, drepturile românilor din Ținutul Secuiesc”.
În martie 2021 s-a remarcat în presă după conflictul cu deputații din partea Uniunii Salvați România (USR) Liviu-Ionuț Moșteanu și Silviu Dehelean din holul Parlamentului României, unde Tanasă i-a insultat. Conflictul a avut la bază încercarea președintelui USR Dan Barna și a ministrului justiției Stelian Ion de a susține o conferință de presă pe hol pentru a motiva votul dat pentru desființarea Secției pentru Investigarea Infracțiunilor din Justiție (SIIJ), moment în care aceștia au fost înconjurați de membrii AUR, care au bruiat conferința prin strigăte la adresa celor doi și unde au venit în ajutor cei doi deputați ce au intrat în contact cu membrii AUR. Comisia juridică a Camerei Deputaților l-a sancționat în scris, fiind sancțiunea maximă prevăzută de lege. Avertismentul era argumentat că spusese „cuvintele folosite de naziști și nu poate rămâne nesancționat”. Deputatul a depus ulterior o contestație.

Tanasă pe 11 decembrie 2024

În 6 decembrie 2021, în cadrul unei ședințe solemne dedicată aniversării a 30 de ani de la adoptarea Constituției, deputatul a declarat că „din păcate, în ultimii 30 de ani, atât PSD, cât și PNL și UDMR au permis vânzarea pământului României către străini, la un nivel demențial.” și „Din păcate, suntem poate unici în lume, ne-am înstrăinat pământul și am vândut, ne-am trezit într-o situație în care am permis, culmea, încălcarea art. 3 al Constituției României”. Potrivit unei analize a factual.ro, Tanasă nu face distincția între investitorii străini cetățeni UE și cei ai statelor terțe, definiți în legislația internă și europeană, iar tratatele UE interzic restricțiile directe asupra investițiilor străine în terenuri. Legea 312/2005 din țară face la rândul ei distincția și favorizează tranzacțiile către cetățenii UE. În același timp, potrivit publicației, deputatul omite principiul reciprocității prin libertatea cetățenilor UE să cumpere terenuri în România iar cetățenii români pot face același lucru în restul statelor UE și tot Tanasă face confuzia între teren și teritoriu când face trimitere la articolul 3 din Constituția României, care susține că „Teritoriul României este inalienabil”, lucru care se referă la aspectul geopolitic. Concluzia publicației este că a recurs la confuzii și omisiuni iar afirmațiile sunt false.
În 20 decembrie 2021, într-o emisiune la Antena 3, Tanasă l-a jignit repetat pe deputatul PNL Marilen Pirtea iar moderatorul Răzvan Dumitrescu a tăiat temporar microfonul primului.
În opinia ziaristului George Lixandru, s-a vehiculat ideea, catalogată drept „în mod obsesiv”, că Tanasă este susținut de către o instituție a statului român profund (deep state sau stat în stat), mai ales din cauza promovării acestuia de către Dan Voiculescu.

### Legislatura II (2024–prezent)
În urma alegerilor parlamentare din 2024 pe 1 decembrie, Tanasă fost reales membru al Camerei Deputaților.